# Brocchinia canariensis
Brocchinia canariensis is een slakkensoort uit de familie van de Cancellariidae. De wetenschappelijke naam van de soort is voor het eerst geldig gepubliceerd in 2009 door Rolán & Hernández.